# إياد شطناوي
إياد شطناوي ممثل أردني 

## عن حياته
له العدد من الأعمال التلفزيونية والمسرحية

## من أعماله

### المسلسلات
- الوعد (ملحمة الحب والرحيل)
- موج أزرق
- مهاجي الاجاويد
- رأس غليص (الجزء الأول)
- أبو جعفر المنصور

## روابط خارجية
- إياد شطناوي على موقع قاعدة بيانات الأفلام العربية